# 11. Unterseebootsflottille
A 11. Unterseebootsflottille foi uma unidade da Kriegsmarine que atuou durante a Segunda Guerra Mundial.
A Flotilha foi formada no dia 15 de Maio de 1942. Atuou principalmente no Mar do Norte contra os comboios PQ. A Flotilha foi reorganizada quando uma grande parte de submarinos vieram de bases francesas no mês de Setembro de 1944. A Flotilha serviu até o último dia de guerra.

## Bases
| Maio de 1942 - Maio de 1945 | Bergen |

## Comandantes
| Comandante                            | Data                            |
| ------------------------------------- | ------------------------------- |
| Fregkpt. Hans Cohausz                 | Maio de 1942 - Dezembro de 1944 |
| Fregkpt. Heinrich Lehmann-Willenbrock | Dezembro de 1944 - Maio de 1945 |

## Tipos de U-Boot
Serviram nesta flotilha um os seguintes tipos de U-Boots:
VIIC, VIIC41, XXI e XXIII

## U-Boots
Foram designados ao comando desta Flotilha um total de 188 U-Boots durante a guerra:
| U-88, U-117, U-209, U-212, U-218, U-244, U-246         |
| U-248, U-251, U-255, U-269, U-275, U-278, U-285        |
| U-286, U-290, U-293, U-294, U-295, U-296, U-297        |
| U-299, U-300, U-302, U-307, U-309, U-312, U-313        |
| U-314, U-315, U-318, U-321, U-322, U-324, U-325        |
| U-326, U-327, U-328, U-334, U-339, U-344, U-347        |
| U-354, U-355, U-361, U-363, U-376, U-377, U-378        |
| U-394, U-396, U-399, U-400, U-403, U-405, U-408        |
| U-419, U-420, U-425, U-426, U-427, U-435, U-436        |
| U-456, U-457, U-467, U-470, U-472, U-480, U-482        |
| U-483, U-485, U-486, U-586, U-589, U-591, U-592        |
| U-601, U-606, U-622, U-625, U-629, U-636, U-639        |
| U-644, U-646, U-650, U-657, U-663, U-674, U-680        |
| U-681, U-682, U-683, U-703, U-711, U-713, U-716        |
| U-722, U-735, U-764, U-771, U-772, U-773, U-774        |
| U-775, U-778, U-825, U-826, U-827, U-867, U-901        |
| U-905, U-907, U-926, U-927, U-956, U-957, U-963        |
| U-965, U-978, U-987, U-990, U-991, U-992, U-994        |
| U-1002, U-1003, U-1004, U-1005, U-1006, U-1009, U-1010 |
| U-1014, U-1017, U-1018, U-1019, U-1021, U-1022, U-1023 |
| U-1024, U-1051, U-1053, U-1055, U-1058, U-1063, U-1064 |
| U-1104, U-1107, U-1109, U-1163, U-1165, U-1169, U-1171 |
| U-1172, U-1195, U-1199, U-1200, U-1202, U-1203, U-1206 |
| U-1208, U-1209, U-1231, U-1272, U-1273, U-1276, U-1277 |
| U-1278, U-1279, U-1302, U-2321, U-2322, U-2324, U-2325 |
| U-2326, U-2328, U-2329, U-2330, U-2334, U-2335, U-2502 |
| U-2503, U-2506, U-2511, U-2513, U-2518, U-3008         |